# Giorgi Zereteli (Politiker)

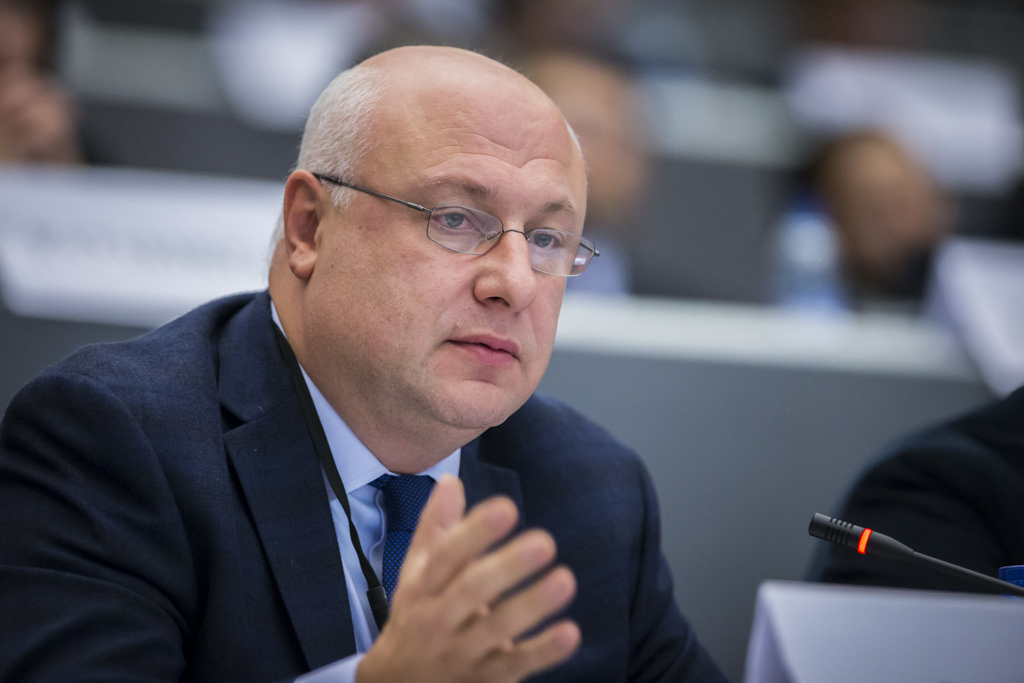
Giorgi Zereteli

Giorgi (Gigi) Zereteli (georgisch გიორგი (გიგი) წერეთელი; * 23. Februar 1964 in Tiflis) ist ein georgischer Politiker (Vereinte Nationale Bewegung). Von 2000 bis 2004 war er Vizepräsident des georgischen Parlaments. Von Februar 2004 bis Mai 2004 war er Minister für Arbeit, Gesundheit und Soziales Georgiens. Seit Juni 2008 ist er erneut Parlaments-Vizepräsident.

## Leben

### Beruf
Giorgi Zereteli studierte von 1980 bis 1986. Von 1987 bis 1993 arbeitete er als Neurologe. Anschließend war er als CEO für die International Business Company in Moskau tätig. 2005 erhielt er ein Zertifikat für Ökonomie und Finanzierung internationaler Gesundheit der Boston University School of Public Health.

### Parteipolitiker
1995 wechselte Zereteli in die Politik. Zereteli war zunächst Mitglied der damaligen Präsidentenpartei Georgische Bürgerunion. Dort zählte er zu den jungen Reformern. Im Januar 2002 rückte er mit dem späteren georgischen Premierminister Surab Schwania in die Parteiführung auf. Wenige Monate später gründete er mit Schwania die Oppositionspartei Vereinte Demokraten. Zu den Parlamentswahlen 2003 trat er in einem Wahlbündnis mit Parlamentspräsidentin Nino Burdschanadse als Burdschanadse-Demokraten an, die sich im Februar 2004 mit der von Micheil Saakaschwili geführten Nationalen Bewegung – Demokratische Front (EMDP) zur Nationalen Bewegung – Demokraten (NMD) zusammenschloss. Er ist Präsidiumsmitglied der inzwischen zur Vereinten Nationalen Bewegung umbenannten Partei.

### Lokalpolitiker
Von 1996 bis 1998 war Zereteli Vize-Bürgermeister und ab Oktober 1998 Fraktionsvorsitzender der Georgischen Bürgerunion im Stadtrat von Tiflis.

### Parlamentarier

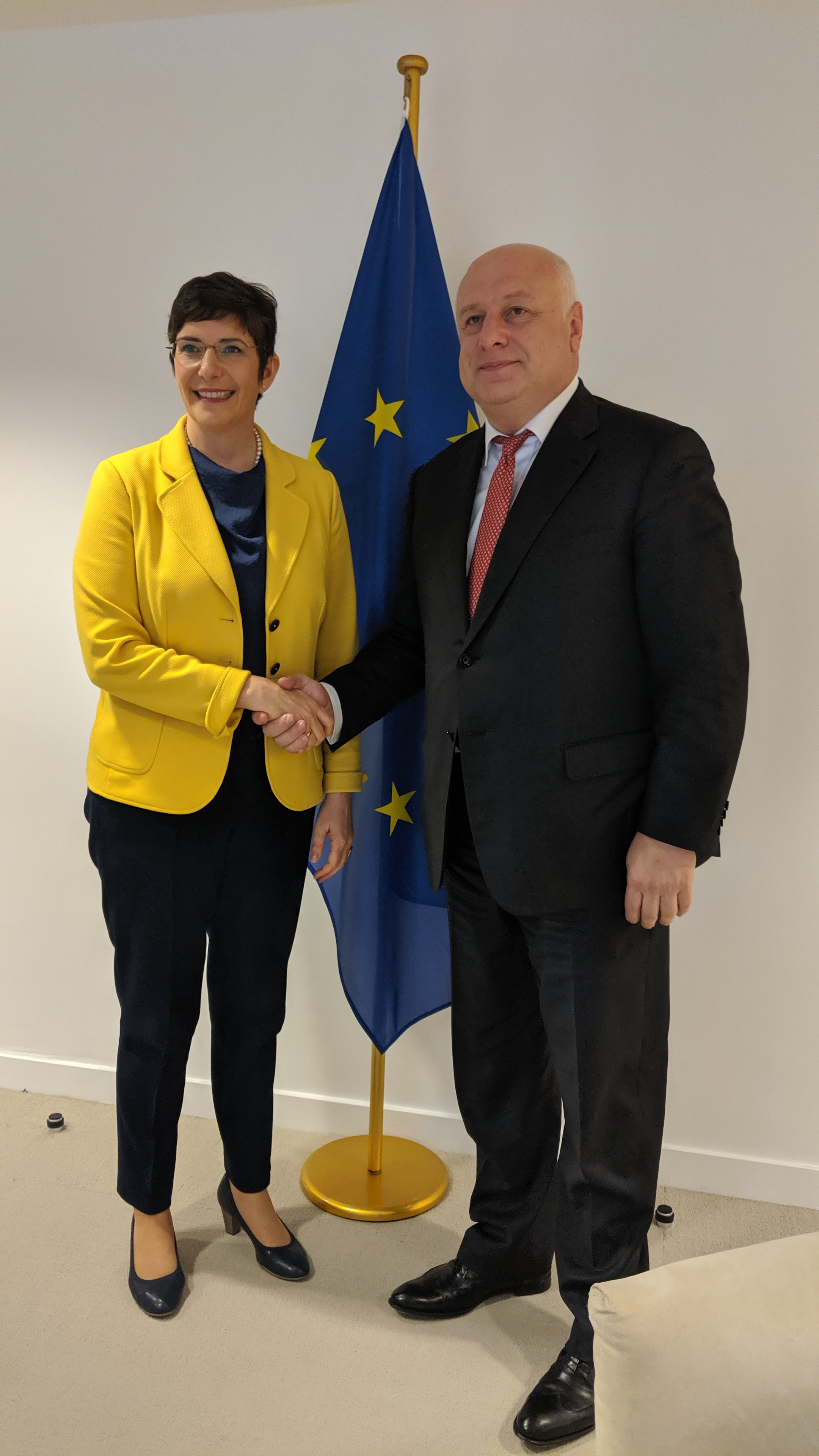
Zereteli, in seiner Funktion als Präsident der Parlamentarischen Versammlung der OSZE, zusammen mit EU-Vizeparlamentspräsidentin Klára Dobrev.

Seit November 1999 ist Zereteli Mitglied des georgischen Parlaments. Bis Februar 2000 war er Vorsitzender des Parlamentsausschusses für Regionalpolitik, von Februar 2000 bis Januar 2004 Parlaments-Vizepräsident. Von 2004 bis 2008 war er Vorsitzender des parlamentarischen Ausschusses für Gesundheits- und Soziales. Im Juni 2008 wurde er erneut zum Vizepräsidenten des georgischen Parlaments gewählt.
Zereteli ist Vorsitzender der parlamentarischen Delegation zum Kongress der Vereinigten Staaten, Mitglied des ausführenden Komitees des Europäischen Parlamentarforums, Vorstand der parlamentarischen Vereinigung der RHSR sowie Mitglied des parlamentarischen Geschlechtskonzils.

### Minister
Im Februar 2004 wurde Zereteli georgischer Minister für Arbeit, Gesundheit und Soziales sowie stellvertretender Premierminister. Am 3. Mai 2004 trat er von seinen Regierungsämtern zurück.

### Verbandspolitiker
Zereteli ist Ehrenpräsident des Schachklubs NTN Tbilisi, Präsident der Kinderbaseballliga, Ehrenpräsident der Union des diabetischen und endokrinologischen Bündnisses, Ehrenpräsident des Tischtennisbundes, Ehrenvizepräsident des Vereins der Automobilfreunde, Vorsitzender der Nationalen Allianz frühkindlicher Entwicklung sowie Mitglied der Vereinigung von Neurologen und Psychiatern.

## Privates
Zereteli ist verheiratet und hat zwei Kinder. Er spricht Georgisch, Russisch und Englisch.